# Caiazzo (métro de Milan)
Pour les articles homonymes, voir Caiazzo (homonymie).
Caiazzo est une station de la ligne 2 du métro de Milan, située piazza Caiazzo à Milan.